# Робинсон, Мэт
Мэт Робинсон (англ. Mat Robinson; род. 20 июня 1986, Калгари, Альберта) — канадский хоккеист, защитник. Бронзовый призёр Олимпийских игр 2018 года в составе сборной Канады.

## Карьера
До начала карьеры профессионального хоккеиста посещал Университет Аляски-Анкоридж, где сыграл четыре сезона в местной лиге.
14 мая 2013 года после опыта в Европе, Робинсон подписал контракт с латвийским клубом «Динамо» (Рига). В сезоне 2013/14 набрал 37 очков в 54 матчей.
3 мая 2014 года подписал двухлетний контракт с клубом «Динамо» (Москва).
В 2017 году получил приглашение в ЦСКА. Дебютировал в составе армейцев 21 августа 2017 года в матче против СКА (2:4). В следующем матче 25 августа набрал 2 очка (1+1) в игре против московского «Динамо» (6:1). За четыре сезона в ЦСКА (2017—2021) сыграл 204 матча и набрал 76 очков (17+59). В плей-офф Кубка Гагарина сыграл 65 матчей и набрал 23 очка (11+12). В 2019 году стал обладателем Кубка Гагарина, в том плей-офф набрал 10 очков (5+5) в 20 матчах.
15 сентября 2021 года 35-летний Робинсон перешёл в СКА из Санкт-Петербурга. Дебютировал в новом клубе 3 октября 2021 года в игре против «Нефтехимика» (2:0).
В мае 2022 года, проведя в КХЛ 551 матч  и набрав 228 (75+153) очков, Мэт Робинсон объявил о завершении спортивной карьеры.

## Достижения
- Бронзовый призёр Олимпийских игр 2018 года в составе сборной Канады
- Обладатель Кубка Гагарина 2019
- Участник матча звёзд КХЛ: 2016, 2017, 2020
- Самый полезный игрок сезона КХЛ: 2014/15
- Чемпион Норвегии: 2011